# Azimut

Azimutul este unghiul format între o direcție de referință (Nord) și linia de la observator la un punct de interes proiectate pe același plan cu direcția de referință

Azimutul este unghiul în plan orizontal format de planul meridianului unui loc cu planul vertical care trece prin locul respectiv și printr-un punct de referință. Această referință poate fi nordul geografic sau nordul magnetic. 
Termenul provine din limba spaniolă „acimut”, derivat din limba arabă السمت (as-simt), și înseamnă „direcție”. Acesta este un termen utilizat în principal în domeniul orientării topografice, în astronomie și aeronautică.

## Descriere
În general, azimutul reprezintă distanța unghiulară dintre direcția Nord (care este definit diferit în funcție de subiectul în cauză) și direcția în care se încadrează perpendiculara unui punct la orizont (de ex. o stea, în astronomie). 
În astronomie punctul de referință este punctul cardinal sud, iar măsurătorile se fac de la S-V la N-E, în sensul normal al acelor de ceasornic.
În geodezie punctul-origine de măsurare a azimutului este punctul cardinal nord. Azimutul se măsoară în grade de la nord de la 0° până la 360° (sau 400°) în sensul acelor de ceasornic, având estul la 90°, sudul la 180° și vestul la 270°. Instrumentele topo-geodezice pentru măsurători folosesc cercul divizat în 400 de grade centesimale.
Azimutul poate fi, de asemenea, distanța unghiulară a unui punct față de direcția zero. În acest caz este vorba despre sistemul de coordonate polare pentru determinarea poziției geometrice a unui punct. Azimutul constituie una din coordonatele orizontale.

## Vezi și
- Coordonate astronomice orizontale
- Coordonate astronomice ecuatoriale
- Latitudine
- Longitudine